# Villey-Saint-Étienne
Villey-Saint-Étienne é uma comuna francesa na região administrativa de Grande Leste, no departamento de Meurthe-et-Moselle. Estende-se por uma área de 17,29 km². Em 2010 a comuna tinha 1 062 habitantes (densidade: 61,4 hab./km²).